# Methods-time measurement
Methods-time measurement (MTM) − pomiar czasu metody lub metoda, która wyznacza czas. U podstaw tego podejścia leży założenie, że czas potrzebny na realizację określonego zadania zależy od metody wybranej dla wykonania czynności. Krótko mówiąc: Wybrana metoda wyznacza czas.

## Historia
Dla rozwoju MTM przyczyniły się badania Fredericka Winslow Taylora – twórcy naukowego zarządzania oraz Franka Bunker Gilbretha, którego studia nad ruchem między 1911 i 1924 rokiem stanowią podstawę dla opracowania „Systemu Czasów Elementarnych”. W roku 1948 badacze optymalizacji procesów pracy, Harold B. Maynard, John L. Schwab i Gustave J. Stegemerten, ugruntowują swoimi pionierskimi badaniami metodę MTM. Obiektywność, naukowa dokładność oraz szerokie możliwości zastosowania systemu prowadzą do zainteresowania się nim amerykańskich inżynierów. W 1951 roku powstaje organizacja non-profit, MTM Association for Standards and Research, reprezentująca Stany Zjednoczone i Kanadę. Przyjmuje ona nazwę Międzynarodowego Dyrektoriatu MTM (International MTM Directorate), który patronuje dziś wszystkim Narodowym Stowarzyszeniom MTM oraz miejscowym grupom, gwarantując standardy MTM na całym świecie.

## Metodyka
Metoda MTM należy do systemu czasów elementarnych (ang. predetermined motion time system). Systemy czasów elementarnych są podstawowym narzędziem w opracowywaniu optymalnych metod pracy zgodnych z zasadą ekonomiki ruchów elementarnych. Istota tego systemu polega na tym, że poszczególne przebiegi pracy zostały tu rozłożone na mniejsze jednostki ruchu. W podstawowej metodzie MTM, do której należy procedura MTM-1, są to ruchy podstawowe. Ogólnie występuje 17 ruchów podstawowych, z których wykorzystywanych jest głównie 5, z przyporządkowanymi im czasami elementarnymi. Do ruchów tych należą: sięganie, chwytanie, przenoszenie, łączenie, puszczanie. Pojedyncze ruchy są wartościowane na podstawie tabel z czasami normatywnymi. Z tych analiz wyprowadzane zostają następnie dla przebiegów pracy tzw. czasy zadane (ang. set time).
Kolejne systemy czasów elementarnych oparte na podstawowej metodzie MTM-1 zawierają większe odcinki ruchów i tym samym wyższe wartości czasowe. I tak np. metody UAS lub MEK zawierają tabele z określonymi czynnościami montażowymi np. „Montowanie części normatywnych” lub „ Rozpakowywanie”. Za pomocą takich nadrzędnych metod można względnie szybko ustalić czas trwania bardziej kompleksowych przebiegów pracy, przy czym z powodu większych i być może nie zawsze idealnie pasujących bloków, precyzja nie jest tu tak dokładnie zachowana jak w przypadku MTM-1.
Ogólnie wychodzi się z założenia, że czas ustanowiony przez metodę MTM, odpowiada czasowi, który może zostać osiągnięty przez średnio wprawionego pracownika w ciągu całego dnia pracy. Odpowiada to stopniowi wydajności o wartości 100%, który w odniesieniu do konkretnej pracy tworzy wydajność wzorcową, stosowaną jako miara wynagrodzeń lub jako ustalony wzorzec dla innych pracowników. W zależności od indywidualnych predyspozycji pracownika, może zostać osiągnięta także wartość 130%.
W ponad dwudziestu krajach przemysłowych przedsiębiorstwa z prawie wszystkich obszarów gospodarki wprowadzają pomiar czasu metody, w skrócie MTM – do różnego rodzaju analiz m.in. do analizy sytuacji, analizy wewnętrznej, analizy wartości, analizy strategicznej, analizy otoczenia, do kształtowania i optymalizacji swoich procesów. MTM jest najskuteczniejszym na świecie systemem organizacji pracy i zarządzania czasem. Zapewnia on przedsiębiorstwom we wszystkich zakładach jednolity język procesowy. Gwarantuje to stałe wysokie standardy w konstrukcji, wytwarzaniu części i montażu, od produkcji masowej (MTM-1), po produkcję seryjną (UAS) do złożonych produkcji jednostkowych lub małoseryjnych (MEK). Oprócz planowania MTM służy także do oceny już istniejących stanowisk pracy. Ustalony przez MTM czas trwania czynności może być potem wykorzystany jako podstawa dla wynagrodzeń wypłacanych w zależności od konkretnych osiągnięć.